# EMEA Masters
Pour les articles homonymes, voir European Masters.
Les  EMEA Masters , anciennement  European Masters (EUM) et  European Challenger Series (EU CS) sont la deuxième division européenne de la scène professionnelle de League of Legends après le League of Legends European Championship (LEC). Cette compétition, gérée par Riot Games, est composée de 16 équipes professionnelles englobant 11 ligues régionales (ERL). Chaque saison annuelle est divisée en deux segments (ou plus communément appelés "splits" en anglais) de 4 semaines, celui de printemps (Spring Split) et celui d'été (Summer Split).
Depuis août 2021, Amazon est le partenaire principal de la compétition.
Depuis le 18 novembre 2022, les European Masters renommés EMEA Masters, englobent ainsi les ERLs avec la Turkish Championship League (TCL), précédemment la représentante de la Turquie aux compétitions internationales en tant que Wildcard, et l'Arabian League (AL).

## Format

### Phase préliminaire(play-in)
La phase préliminaire a lieu juste avant la phase principale et permet aux équipes non qualifiées directement via leur ligue régionale (ERL) de se donner une chance de participer au tournoi. Les équipes qualifiées sont les suivantes :
| Équipes qualifiées pour les play-in des EMEA Masters | Équipes qualifiées pour les play-in des EMEA Masters | Équipes qualifiées pour les play-in des EMEA Masters | Équipes qualifiées pour les play-in des EMEA Masters |
| Championnat                                          | Rang du championnat                                  | Classement en championnat                            |                                                      |
| ---------------------------------------------------- | ---------------------------------------------------- | ---------------------------------------------------- | ---------------------------------------------------- |
| Ligue française de League of Legends                 | 1                                                    | 3e                                                   |                                                      |
| Türkiye Championship League                          | 2                                                    | 3e                                                   |                                                      |
| Northern League of Legends Championship              | 3                                                    | 2e                                                   |                                                      |
| PG Nationals                                         | 4                                                    | 2e                                                   |                                                      |
| Esports Balkan League                                | 5                                                    | 1er                                                  |                                                      |
| Esports Balkan League                                | 5                                                    | 2e                                                   |                                                      |
| Liga Portuguesa LOL                                  | 6                                                    | 1er                                                  |                                                      |
| Liga Portuguesa LOL                                  | 6                                                    | 2e                                                   |                                                      |
| Greek Legends League                                 | 7                                                    | 1er                                                  |                                                      |
| Greek Legends League                                 | 7                                                    | 2e                                                   |                                                      |
| Elite Series                                         | 8                                                    | 1er                                                  |                                                      |
| Elite Series                                         | 8                                                    | 2e                                                   |                                                      |
| Hitpoint Masters                                     | 9                                                    | 1er                                                  |                                                      |
| Hitpoint Masters                                     | 9                                                    | 2e                                                   |                                                      |
| Arabian League                                       | 10                                                   | 1er                                                  |                                                      |
| Arabian League                                       | 10                                                   | 2e                                                   |                                                      |

#### Phase de groupe
- 16 équipes réparties dans 4 groupes de 4 équipes
- Matchs en une manche gagnante
- Chaque équipe dispute 6 matchs (match aller-retour)
- Les deux meilleures équipes de chaque groupe avancent en phase finale (play-offs)

#### Phase finale(play-offs)
- 8 équipes
- La première équipe de chaque groupe rencontre une équipe ayant terminé 2e
- Tournoi à élimination directe
- Match en trois manches gagnantes
- Les vainqueurs sont qualifiés pour la phase principale

### Phase principale

#### Phase de groupe
Les équipes sont qualifiées en fonction de leur classement en ligue régionale (ERL) et du rang de leur ligue :
| Équipes qualifiés pour les EMEA Masters | Équipes qualifiés pour les EMEA Masters | Équipes qualifiés pour les EMEA Masters | Équipes qualifiés pour les EMEA Masters |
| Championnat                             | Rang du championnat                     | Classement en championnat               |                                         |
| --------------------------------------- | --------------------------------------- | --------------------------------------- | --------------------------------------- |
| Ligue française de League of Legends    | 1                                       | 1er                                     |                                         |
| Ligue française de League of Legends    | 1                                       | 2e                                      |                                         |
| Türkiye Championship League             | 2                                       | 1er                                     |                                         |
| Türkiye Championship League             | 2                                       | 2e                                      |                                         |
| Superliga                               | 3                                       | 1er                                     |                                         |
| Superliga                               | 3                                       | 2e                                      |                                         |
| Prime League                            | 4                                       | 1er                                     |                                         |
| Prime League                            | 4                                       | 2e                                      |                                         |
| Ultraliga                               | 5                                       | 1er                                     |                                         |
| Ultraliga                               | 5                                       | 2e                                      |                                         |
| Northern League of Legends Championship | 6                                       | 1er                                     |                                         |
| PG Nationals                            | 7                                       | 1er                                     |                                         |
| Phase préliminaire (play-in)            | Vainqueur du match de qualification 1   | Vainqueur du match de qualification 1   |                                         |
| Phase préliminaire (play-in)            | Vainqueur du match de qualification 2   |                                         |                                         |
| Phase préliminaire (play-in)            | Vainqueur du match de qualification 3   |                                         |                                         |
| Phase préliminaire (play-in)            | Vainqueur du match de qualification 4   |                                         |                                         |

- 16 équipes réparties dans 4 groupes de 4 équipes en fonction des chapeaux :
  - Chaque groupe est composé d'une équipe de chaque chapeau
  - Les groupes ne peuvent pas être composés de deux équipes de la même ligue régionale (ERL[note 1])

| Chapeaux  | Chapeaux                              | Chapeaux                              | Chapeaux                              | Chapeaux                              |
| --------- | ------------------------------------- | ------------------------------------- | ------------------------------------- | ------------------------------------- |
| Chapeau 1 | 1er de LFL                            | 1er de TCL                            | 1er de NLC                            | 1er de LVP                            |
| Chapeau 2 | 1er de Prime League                   | 1er de Ultraliga                      | 2e de LFL                             | 2e de TCL                             |
| Chapeau 3 | 1er de PG Nationals                   | 2e de UltraLiga                       | 2e de LVP                             | 2e de Prime League                    |
| Chapeau 4 | Vainqueur du match de qualification 1 | Vainqueur du match de qualification 2 | Vainqueur du match de qualification 3 | Vainqueur du match de qualification 4 |

- Matchs en une manche gagnante
- Les deux meilleures équipes de chaque groupe avancent en phase finale (play-offs)

#### Phase finale(play-offs)
- 8 équipes
- La première équipe de chaque groupe rencontre une équipe ayant terminé 2e
- Tournoi à élimination directe
- Match en cinq manches gagnantes
- Le vainqueur est sacré champion du segment en cours des EMEA Masters

#### Récompenses
| Position | Prix     | Prix (%) |
| -------- | -------- | -------- |
| 1er      | 40 000 € | 26,67%   |
| 2e       | 25 000 € | 16,67%   |
| 3e- 4e   | 13 500 € | 9%       |

## Couverture médiatique et diffusion
En France, la compétition est retransmise depuis 2021 sur la chaîne Twitch One Trick Production, plus couramment appelée OTP ou OTP LoL. Il s'agit de la nouvelle chaîne de Chips et Noi, créée après leur départ d'O'Gaming fin 2020. Depuis le segment d'été 2023, Kameto, streamer et CEO de la structure Karmine Corp qui participe à cette compétition, a eu les droits pour diffuser cette dernière sur sa chaîne. Cette décision est un soulagement pour la communauté francophone de League of Legends qui ne comprenait toujours pas pourquoi après tant d'années dans la compétition Kameto n'avait encore jamais eu les droits. De nombreux médias traditionnels se sont également intéressés voire spécialisés sur l'e-sport de League of Legends. L'Équipe, le journal sportif français, a dédié une partie complète de son site à l'e-sport, avec une partie de ses articles concernant la LEC et les EMEA Masters.

## Résultats
| Année            | Segment   | Champion                         | Finaliste                                  | Demi-finaliste              | Demi-finaliste         |
| EU CS            | EU CS     | EU CS                            | EU CS                                      | EU CS                       | EU CS                  |
| ---------------- | --------- | -------------------------------- | ------------------------------------------ | --------------------------- | ---------------------- |
| 2014             | Printemps | Cloud9 Eclipse                   | Ninjas in Pyjamas                          | Denial eSports EU (en)      | Reason Gaming          |
| 2014             | Été       | H2k-Gaming                       | SK Gaming Prime                            | Unicorns of Love (en)       | Ninjas in Pyjamas      |
| 2015             | Printemps | Origen (1)                       | Copenhagen Wolves Academy                  | Reason Gaming               | Gamers2                |
| 2015             | Été       | Team Dignitas EU (en)            | Mousesports                                | Gamers2                     | Denial eSports EU (en) |
| 2016             | Printemps | Huma                             | Copenhagen Wolves                          | Inspire eSports             | Millenium              |
| 2016             | Été       | Misfits Gaming (1)               | Millenium                                  | Epsilon Esports             | Huma                   |
| 2017             | Printemps | Pas de vainqueur                 | Misfits Academy (2) Fnatic Academy         | Schalke 04 Esports (en)     | PSG Esports            |
| 2017             | Été       | Pas de vainqueur                 | Schalke 04 Esports (en) Giants Gaming (en) | Wind and Rain               | Red Bulls (en)         |
| European Masters |           |                                  |                                            |                             |                        |
| 2018             | Printemps | Origen (2)                       | Illuminar Gaming                           | GamersOrigin                | MAD Lions              |
| 2018             | Été       | MAD Lions                        | Ninjas in Pyjamas                          | ASUS ROG Elite              | EURONICS Gaming        |
| 2019             | Printemps | Misfits Premier                  | SK Gaming Prime                            | MAD Lions                   | Fnatic Rising          |
| 2019             | Été       | Berlin International Gaming (de) | Giants Gaming (en)                         | Mousesports                 | Fnatic Rising          |
| 2020             | Printemps | LDLC OL                          | K1CK Neosurf                               | AGO Rogue                   | Movistar Riders        |
| 2020             | Été       | AGO Rogue                        | GamerLegion                                | LDLC OL                     | Mousesports            |
| 2021             | Printemps | Karmine Corp (1)                 | BT Excel (en)                              | Mousesports                 | UCAM Esports Club (es) |
| 2021             | Été       | Karmine Corp (2)                 | Fnatic Rising                              | Berlin International Gaming | Misfits Premier        |
| 2022             | Printemps | Karmine Corp (3)                 | LDLC OL                                    | AGO Rogue                   | Vitality.Bee           |
| 2022             | Été       | Team Heretics                    | Team BDS Academy                           | LDLC OL                     | GameWard               |
| EMEA Masters     |           |                                  |                                            |                             |                        |
| 2023             | Printemps | İstanbul Wildcats                | Unicorn of Love Sexy Edition               | Los Heretics                | SK Gaming Prime        |
| 2023             | Été       | Karmine Corp (4)                 | Movistar Riders                            | Team GO                     | Macko Esports          |
| 2024             | Printemps | Eintracht Spandau                | Beşiktaş Esports                           | Team BDS Academy            | Geekay Esports         |
| 2024             | Été       | Team BDS Academy                 | Vitality.Bee                               | Team GO                     | Los Heretics           |
| 2025             | Hiver     | Los Ratones                      | Ici Japon Corp. Esport                     | Karmine Corp Blue           | Team Phantasma         |
| 2025             | Printemps | Los Ratones (2)                  | Barça eSports                              | Karmine Corp Blue           | BK ROG Esports         |
| 2025             | Été       |                                  |                                            |                             |                        |

## MVPs des EMEA Masters
| Année | Segment   | MVP                             | Rôle     | Équipe            |
| ----- | --------- | ------------------------------- | -------- | ----------------- |
| 2023  | Printemps | Jeong « BAO » Hyeon-woo         | AD Carry | İstanbul Wildcats |
| 2023  | Été       | Lucas « Saken » Fayard          | Midlaner | Karmine Corp      |
| 2024  | Printemps | Tristan « PowerOfEvil » Schrage | Midlaner | Eintracht Spandau |
| 2024  | Été       | Tim « Keduii » Willers          | AD Carry | Team BDS Academy  |
| 2025  | Hiver     | Veljko « Velja » Čamdžić        | Jungler  | Los Ratones       |
| 2025  | Printemps | Tim « Nemesis » Lipovšek        | Midlaner | Los Ratones       |
| 2025  | Été       |                                 |          |                   |

1. 1 2  Seul un "Finals MVP" a été désigné.

## Statistiques et records
- Le record de participations est détenu par AGO Rogue avec 7 segments disputés, devant Fnatic Rising et Misfits Premier avec 6 segments disputés.
- L'équipe la plus titrée est la Karmine Corp avec 4 titres, dont 3 obtenus d'affilée entre le segment printemps 2021 et le segment printemps 2022.
- Saken, membre de la Karmine Corp lors de ses 4 victoires est de ce fait le joueur le plus titré de l'histoire de la compétition.

### Palmarès par pays
| Rang | Pays            | Victoires | Finales | Demi-finales | Équipes victorieuses                             |
| ---- | --------------- | --------- | ------- | ------------ | ------------------------------------------------ |
| 1    | France          | 6         | 5       | 14           | Karmine Corp (4), LDLC OL, Misfits Premier       |
| 2    | Espagne         | 4         | 4       | 8            | Origen (2), MAD Lions, Team Heretics             |
| 3    | Royaume-Uni     | 4         | 3       | 5            | Los Ratones (2), H2k-Gaming, Huma                |
| 4    | États-Unis      | 3         | 1       | 2            | Cloud9 Eclipse, Team Dignitas EU, Misfits Gaming |
| 5    | Allemagne       | 2         | 6       | 9            | Berlin International Gaming, Eintracht Spandau   |
| 6    | Pologne         | 1         | 2       | 2            | AGO Rogue                                        |
| 7    | Suisse          | 1         | 1       | 1            | Team BDS Academy                                 |
| 8    | Turquie         | 1         | 1       | 0            | İstanbul Wildcats                                |
| 9    | Suède           | 0         | 2       | 1            |                                                  |
| 10   | Danemark        | 0         | 2       | 0            |                                                  |
| 11   | Grèce           | 0         | 0       | 1            |                                                  |
| 11   | Arabie Saoudite | 0         | 0       | 1            |                                                  |
| 11   | Italie          | 0         | 0       | 1            |                                                  |
| 11   | Belgique        | 0         | 0       | 1            |                                                  |
| 11   | Serbie          | 0         | 0       | 1            |                                                  |
| 11   | UE              | 0         | 0       | 1            |                                                  |